# Bottenfjellet
Bottenfjellet este o localitate din comuna Stange, provincia Hedmark, Norvegia, cu o suprafață de 0,35 km² și o populație de 269 locuitori (2013).